# Typhochrestinus titulifer
Typhochrestinus titulifer is een spinnensoort in de taxonomische indeling van de hangmatspinnen (Linyphiidae).
Het dier behoort tot het geslacht Typhochrestinus. De wetenschappelijke naam van de soort werd voor het eerst geldig gepubliceerd in 1990 door Kirill Yuryevich Eskov.